# Paul Balluff
Paul Balluff (* 10. Januar 1826 in Riedlingen; † 7. Januar 1890 in New York) war ein deutschamerikanischer Apotheker. Er war der Sohn des Apothekers Melchior Balluff und erlernte die Pharmazie bei seinem Vater.

## Leben
Nach dem Assistentenexamen arbeitete er in einigen Apotheken Baden-Württembergs und in der Schweiz. Nachdem er an der Universität Tübingen studiert hatte, bestand er das Apothekerexamen im Jahre 1850.
1852 wanderte er nach Amerika aus und kaufte sich 1865 in das Geschäft von John Faber ein. 1867 kaufte ein früherer Klassenkamerad, G. Ramsperger, Fabers Anteil an der Firma auf. Ab 1873 war Paul Balluff Alleinbesitzer der Firma.
In New York war er zwei Jahre lang Präsident des College of Pharmacy und mehrere Jahre Vorsitzender des New Yorker Deutschen Apothekervereins (German Apothecaries Association).
Paul Balluff verfügte über herausragendes Fachwissen und stach unter den Apothekern New Yorks hervor. Er setzte vor allem als Lehrapotheker Maßstäbe, da es damals noch keine verbindlichen Ausbildungsrichtlinien für amerikanische Apotheken gab.